# Sphegina orientalis
Sphegina orientalis är en tvåvingeart som beskrevs av Kertesz 1914. Sphegina orientalis ingår i släktet midjeblomflugor, och familjen blomflugor. Inga underarter finns listade i Catalogue of Life.